# Courtney Clements
Regina Courtney Clements (Santa Ana, 12 novembre 1989) è un'ex cestista statunitense, professionista nella WNBA.